# Friedrich Hausmann

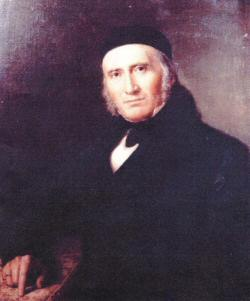
Friedrich Hausmann.

Johann Friedrich Ludwig Hausmann, född 22 februari 1782 i Hannover, död 26 december 1859 i Göttingen, var en tysk mineralog.
Hausmann utbildades i Göttingen där han blev filosofie doktor. Efter att ha gjort geologiska undersökningresor till Danmark, Norge och Sverige under 1807, blev han två år senare placerad på den tyska regeringens gruvdepartement i Westfalen, och han etablerade även en gruvskola i Clausthal-Zellerfeld i bergskedjan Harz.
Under 1811 blev han utnämnd till professor i teknologi och bergsbruk, och senare i geologi och mineralogi vid Göttingens universitet, en tjänst som han innehade till strax innan sin död 1859. Hausmann var också sekreterare vid den kungliga vetenskapsakademin i Göttingen.
Hausmann publicerade observationer om geologi och mineralogi i Spanien och Italien och i Central- och Nordeuropa; han skrev om gips, pyrit, fältspat, magmatisk bergarter, kordierit samt allmänt om vulkaniska stenar och han ägnade sig särskilt åt kristaller bildade i metallurgiska processer.
Hausmann invaldes 1813 som utländsk ledamot nummer 213 av svenska Kungliga Vetenskapsakademien.
Från sin resa i skandiniavien utgav han Reise durch Skandinavien in den Jahren 1806 und 1807. Hausmann anslöt sig ursprungligen till Abraham Gottlob Werners neptunism men övergick i sitt arbete Ueber die Bildong des Harzgebirges (1842) till plutonismen.